# Магнолия голая
Магнолия голая, или магнолия обнажённая (лат. Magnolia denudata) — вид цветковых растений, входящий в род Магнолия (Magnolia) семейства Магнолиевые (Magnoliaceae).
По красоте цветения среди магнолий занимает одно из первых мест.

## Распространение и экология
В природе ареал вида охватывает южные и центральные районы Китая. Издавна культивируется в садах Китая и Японии. Культивируется на Черноморском побережье Кавказа, в южных районах Крыма, в Грузии (Тбилиси), России (Тамбовская область), Узбекистане и на Украине; известна в Литве.
Произрастает в сырых горных лесах.
|                                               |
|                                               |
| Сверху вниз: Цветки. Внутренняя часть цветка. |

## Ботаническое описание
Листопадное дерево высотой до 15 м, иногда растущее кустообразно, с низко опущенной шатровидной кроной и стволом, ветвящимся почти от самого основания, покрытым светло-серой гладкой корой. Побеги сперва опушённые, затем голые, к осени тёмно-каштановые, лоснящиеся, с многочисленными белыми чечевичками.
Цветочные почки прижато шелковисто опушённые, удлинённо-яйцевидные, длиной около 3—4 см, диаметром 1—1,5 см. Листья обратнояйцевидные, длиной 15—17 см, шириной 10—12 см, внезапно коротко заострённые на вершине и постепенно суживающиеся к основанию, в начале густо опушённые с обеих сторон, затем сверху голые, снизу светло-зелёные, по жилкам редко опушённые. Черешки длиной 2,5—3 см, тонкие, опушённые.
Цветки чашеобразные, диаметром 12—15 см, молочно-белые, ароматные; околоцветник из 9 обратнояйцевидных долей, длиной 8—10 см, шириной 6—6,5 см.
Плод — цилиндрическая, коричневая сборная листовка длиной 8—12 см.
Цветение проходит до появления листьев; на Черноморском побережье Кавказа в феврале — марте, в Крыму и на Украине в марте — апреле. Плодоношение в сентябре.

## Таксономия
Вид Магнолия голая входит в род Магнолия (Magnolia) подсемейства Магнолиевые (Magnolioideae) семейства Магнолиевые (Magnoliaceae) порядка Магнолиецветные (Magnoliales).
|  |                                      |  |                                                             |                                                             |                       |  | ещё 5 семейств (согласно Системе APG II) | ещё 5 семейств (согласно Системе APG II)               |                                                        |  |  |  | род Манглиетия | род Манглиетия     |  |  |
|  |                                      |  |                                                             |                                                             |                       |  | ещё 5 семейств (согласно Системе APG II) | ещё 5 семейств (согласно Системе APG II)               |                                                        |  |  |  | род Манглиетия | род Манглиетия     |  |  |
|  |                                      |  |                                                             | порядок Магнолиецветные                                     |                       |  |                                          |                                                        | подсемейство Магнолиевые                               |  |  |  |                | вид Магнолия голая |  |  |
|  |                                      |  |                                                             | порядок Магнолиецветные                                     |                       |  |                                          |                                                        | подсемейство Магнолиевые                               |  |  |  |                | вид Магнолия голая |  |  |
|  | отдел Цветковые, или Покрытосеменные |  |                                                             |                                                             | семейство Магнолиевые |  |                                          |                                                        | род Магнолия                                           |  |  |  |                |                    |  |  |
|  | отдел Цветковые, или Покрытосеменные |  |                                                             |                                                             |                       |  |                                          |                                                        |                                                        |  |  |  |                |                    |  |  |
|  |                                      |  | ещё 44 порядка цветковых растений (согласно Системе APG II) | ещё 44 порядка цветковых растений (согласно Системе APG II) |                       |  |                                          | подсемейство Liriodendroidae (согласно Системе APG II) | подсемейство Liriodendroidae (согласно Системе APG II) |  |  |  | ещё 239 видов  |                    |  |  |
|  |                                      |  |                                                             | ещё 44 порядка цветковых растений (согласно Системе APG II) |                       |  |                                          |                                                        | подсемейство Liriodendroidae (согласно Системе APG II) |  |  |  |                |                    |  |  |